# Boarmia phaeopasta
Boarmia phaeopasta là một loài bướm đêm trong họ Geometridae.